# ویلیام بین فیشر
ویلیام بین فیشر (به انگلیسی: William Bayne Fisher) (مرگ در ۶۷ سالگی به تاریخ ۲۹ ژوئن) استاد جغرافیا در دانشگاه دورهام از تاریخ ۱۹۵۶ تا ۱۹۸۱ بود.

## آثار
- ویراستاری جلد اول تاریخ ایران کمبریج
- نویسنده مقالاتی در جلد اول کتاب تاریخ ایران کمبریج[۲]